# 바나나킥 (과자)

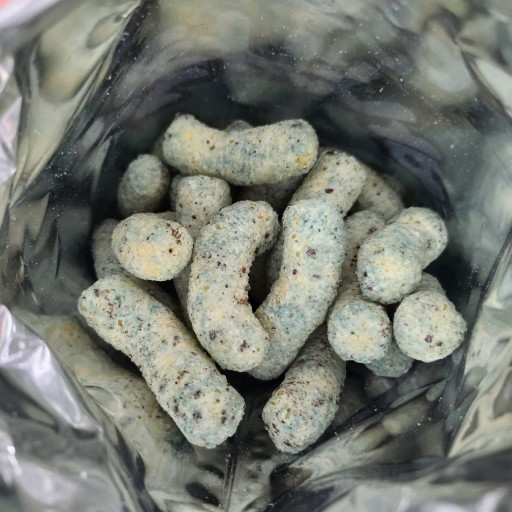
민트초코맛 바나나킥

바나나킥은 농심에서 제조하는 스낵 과자 제품으로 1978년 5월에 출시되었다.

## 협업 상품
바나나킥은 우유와 포테토칩에 협업 제품이 적용된 사례가 있다.
우유는 범롯데 계열의 유가공 업체인 푸르밀에서 바나나킥 우유를 내놓았고, 포테토칩은 과일향 제품을 얻기 위해 자사 과자 제품인 바나나킥을 활용하여 사촌 동생 격인 제품으로 한 때 발매한 바 있다.
바나나킥 우유는 아직도 시판중이며 포테토칩은 단종되었다.
그 외에도 켈로그에서도 초코 바나나킥 시리얼을 선보인 것으로 나와 있다.

## 자매 제품
자매 제품에는 초코 바나나킥, 밀크초코 바나나킥, 딸기 바나나킥, 녹차 바나나킥 등 4가지의 배리에이션 제품이 동시에 출시한 바 있었으며, 2019년에는 미니 바나나킥까지 내놓은 바 있다.